# کلرمن (آلاباما)
کلرمن (به انگلیسی: Kellerman) یک منطقهٔ مسکونی در ایالات متحده آمریکا است که در شهرستان تاسکالوسا، آلاباما واقع شده‌است. کلرمن ۱۶۳٫۹۸ متر بالاتر از سطح دریا واقع شده‌است.